# Балка Кам'янка
Балка Кам'янка (рос. Б. Каменка) — річка в Україні у Бериславському районі Херсонської області. Права притока річки Кам'янки (басейн Дніпра).

## Опис
Довжина річки 10,24 км, найкоротша відстань між витоком і гирлом — 7,55  км, коефіцієнт звивистості річки — 1,36 . Формується декількома безіменними струмками та загатами.

## Розташування
Бере початок у селі у селі Новорайськ (рос. Х. Рогулин). Тече переважно на північний схід понад селищем Заможне і на західній стороні від села Новокаїри впадає у річку Кам'янку, праву притоку Дніпра.

## Цікаві факти
- Біля гирла річки пролягає автошлях Т 0403[2] (автомобільний шлях територіального значення у Дніпропетровській та Херсонській областях. Пролягає територією Апостолівського, Нововоронцовського та Бериславського районів через Мар'янське — Нововоронцовку — Берислав).
- Неподалік від гирла річки розташований Національний природний парк Кам'янська Січ[2].